# Любцы (деревня)
Любцы — деревня в Маловишерском районе Новгородской области России. Входит в Бургинское сельское поселение.

## География
Деревня находится в северной части Новгородской области, в подзоне южной тайги, на берегу реки Мсты, при автодороге 49Н-0906.

### Климат
Климат в местности, как и во всем районе,  характеризуется как умеренно континентальный, влажный, с продолжительной многоснежной зимой и относительно тёплым летом. Средняя многолетняя температура самого холодного месяца (января) составляет −9,2 °С (абсолютный минимум — −48 °C); самого тёплого месяца (июля) — 17 °C (абсолютный максимум — 35 °С). Тёплый период длится в среднем 215 дней, начиная с апреля. Устойчивые морозы устанавливаются в первых числах декабря и прекращаются в конце первой декады марта. Среднегодовое количество осадков составляет 731 мм, из которых большая часть выпадает в тёплый период.

## Население
| 2010 | 2011 |
| ---- | ---- |
| 25   | ↗51  |

## Инфраструктура
Личное подсобное хозяйство с зоной сельскохозяйственного использования, индивидуальная застройка усадебного типа.

## Транспорт
Остановка общественного транспорта «Любцы».